# Vlad Tudorache
Vlad Marian Tudorache (16 de febrero de 1995) es un futbolista profesional rumano que juega como centrocampista en el CS Dinamo București de la Liga III. Tudorache debutó en la categoría absoluta con CS Jiul Petroșani con solo 17 años, luego jugó en la Universitatea Petroșani y en los segundos equipos del Dinamo București y FC Voluntari hasta que se trasladó a Afumați en el verano de 2016.
Su padre, Marin Tudorache, también es exfutbolista y actualmente entrenador.